# Rjazany
Rjazany (oroszul: Рязань) város Oroszország európai részén, a Központi szövetségi körzetben; a Rjazanyi terület közigazgatási, gazdasági és kulturális központja. 
Lakossága: 525 062 fő (a 2010. évi népszámláláskor).

## Fekvés, éghajlat
A Kelet-európai-síkság központi, alacsonyan fekvő vidékén fekszik, Moszkvától mintegy 180 km-re délkeletre. A város az erdőzóna és az erdős sztyepp határán helyezkedik el, az Oka jobb parti részén, a folyó közvetlen közelében. A városon folyik keresztül az Oka mellékfolyója, a Trubezs. Sok a kisebb tó, egy részük az Oka mellékágainak lefűződéséből alakult ki.
Az éghajlat mérsékelten kontinentális, viszonylag meleg nyárral. A januári középhőmérséklet -7,5 °C, a júliusi 19,2 °C. A valaha mért legalacsonyabb hőmérséklet -40,9 °C (1940. január), a legmagasabb 39,5 °C (2010. augusztus). A csapadék évi mennyisége 575 mm, a legtöbb csapadék júliusban és októberben érkezik. A tavaszi árvizek a két folyó találkozásánál az árteret teljesen elöntik. 

## Történeti áttekintés
Első írásos említése Perejaszlavl (Perejaszlavl-Rjazanszkij) néven 1301-ből való; egy későbbi forrás azonban arról tudósít, hogy a települést 1095-ben alapították. Az Oka középső folyása mentén kialakult Rjazanyi fejedelemség székhelye a mai várostól 50 km-re délkeletre fekvő Rjazany volt (maradványai ma  Sztaraja Rjazanyban, azaz régi Rjazany-ban találhatók). Ezt 1237-ben a mongol-tatár csapatok elpusztították, a székhely szerepét egy idő után Perejaszlavl-Rjazanszkij vette át. 1301-ben és 1342-ben a moszkvai fejedelem csapatai ostromolták, 1365-ben és 1379-ben mongol-tatár hadak égették fel, de a települést újjáépítették, védműveit a 14. század végére megerősítették.
1521-től a moszkvai államhoz tartozott és a 16. században az állam határán kialakított védővonal részeként megőrizte védelmi szerepét. 1708-tól a Moszkvai kormányzóság része, 1719-ben közigazgatási központ, 1796-ban a Rjazanyi kormányzóság székhelye lett; közben 1778-ban hivatalosan is fölvette a Rjazany nevet (de már korábbi írásos források is gyakran ezen a néven említik). 
1801-ben nyomda kezdte meg működését,  1838-ban megjelent az első újság. 1863-ban megnyílt a várost Moszkvával összekötő vasútvonal.
1860-ban a városnak 21 600 lakosa volt, a 20. század elejére lélekszáma körülbelül a duplájára, majd 1939-re ismét a duplájára nőtt (95 000 fő). A városi kórház 1905-ben, az első erőmű 1913-ban, 1918-ban pedig tanárképző főiskola létesült.
Miután a szovjet időszakban a kormányzóságokat megszüntették, 1929-ben Rjazany a Moszkvai terület egyik körzeti központja, a következő évben járási székhelye, végül az 1937-ben megalakított Rjazanyi terület központja lett. 
A háborús évek előtt a városban jellemzően könnyűipari, élelmiszeripari, fafeldolgozó üzemek működtek. A háború utáni években az erőteljes iparosítás következtében Rjazany nagy ipari, elsősorban nehézipari központtá változott. Az ipar növekedése maga után vonta a népesség, a kommunális szolgáltatások növekedését, trolibuszhálózat és új lakónegyedek kiépítését.

## Gazdaság
Rjazany környékén nincsenek nagyobb mennyiségben kitermelhető ásványi nyersanyagok, a város gazdaságát elsősorban a feldolgozóipar jellemzi. Az ipar meghatározó ágazatai: a kőolajfeldolgozás és az ahhoz kapcsolódó vegyipar, a nehézgépgyártás és a korszerű műszeripar. A város vállalatai adják a Rjazanyi terület ipari termelésének több mint a felét. A nagy iparvállalatok jelentős megrendelője a hadsereg.  
- Az olajfinomító a város kedvező földrajzi elhelyezkedése következtében kulcspozíciót tölt be a Központi Gazdasági Körzet kőolajtermékekkel való ellátásában.

- A háború utáni években alapított Rjazanyi Szerszámgépgyárban CNC szerszámgépeket, különleges eszterga-és köszörűgépeket, egyéb fémfeldolgozó berendezéseket gyártanak. 2008 végén a vállalatot csődgondnokság alá helyezték, de a termelést nem állították le.[4]

- A hatalmas rjazanyi kovácsoló- és sajtológépgyárat (mai neve: Tyazspresszmas) 1955-ben alapították, később acél- és színesfém öntödével is bővítették; itt különféle szerszámgépeket, nagy teljesítményű hidraulikus kovácspréseket állítanak elő.

- A Rjazanyi Műszergyár az 1930-as évek óta a hadiipar fontos vállalata; precíziós elektronikus rendszereit a légierő használja, az itt készülő fedélzeti radar berendezéseket korszerű repülőgépekbe, például MiG–29, Szu–30 harci gépekbe építik be.[5]

- A Rjazcvetmet (rjazanyi színesfém rövidítése) vállalatnál ónt, ólmot, ólomötvözeteket állítanak elő, illetve dolgoznak fel. Termékei részben szintén a hadiipar számára készülnek.

### Közlekedés
Rjazany fontos közlekedési csomópont; az M5-ös „Urál” főút (Moszkva–Rjazany–Penza–Szamara–Ufa–Cseljabinszk-autópálya mentén fekszik. Az autópálya nyugaton és délen vezetett fél körgyűrűvel kerüli el a városközpontot. 
A városnak két nagyobb pályaudvara van: a Rjazany I. Moszkva és az ország keleti területei, a Rjazany II. Moszkva és a déli vidékek között biztosítja a vasúti forgalmat. 
A közösségi közlekedést autóbusz- és trolibuszhálózat szolgálja. Az egyetlen villamosvonalat a város határában 1963-ban felépült olajfinomítóhoz építették ki. Hosszú halódás után ezt a vonalat és vele a városi villamosközlekedést 2010-ben megszüntették.
A nyugati határban, Gyagilevo katonai légibázison működik az orosz légierő 43. harci alkalmazási és átképző központja. A légibázison nagy hatótávolságú bombázó repülőgépek és a személyzet kiképzéséhez használt repülőgépek (Tu–134UBL) is  állomásoznak.

## Kultúra, felsőoktatás
A városban 2010-ben huszonhét felsőoktatási intézmény működött (ebből tizenkettő állami), köztük négy egyetem.
- A Jeszenyinről elnevezett állami egyetem az 1915-ben alapított első orosz női tanárképző intézet jogutódja. Sokáig tanárképző főiskola, majd pedagógiai egyetem volt, 2005-ben szervezték át általános egyetemmé. Nyolc kara és két tudományos intézete van, az egyetemen körülbelül tizenegyezer hallgató, köztük mintegy ötezer nappali tagozatos hallgató tanul.[8]
- orvostudományi egyetem,
- agrártudományi egyetem; elődjét főiskolaként 1949-ben alapították
- rádiótechnikai egyetem; az ország egyetlen ilyen profilú egyeteme, ahol jelentős részben a hadiipar igényeinek megfelelő szakemberképzés folyik; 1951-ben alapították, 2006-ban emelték egyetemi rangra.

A katonai oktatási intézmények egyike a szövetségi védelmi minisztériumhoz tartozó légidesszant főiskola, a hozzá tartozó, a várostól 60 km-re fekvő kiképző központtal. Rjazanyi felsőoktatási intézmény a büntetés-végrehajtási szolgálat jogi és igazgatási akadémiája is. 
Itt működik az ország egyik legrégibb színháza: a mai drámai színház ősét 1787-ben alapították. Társulata 1862-ben költözött az akkor felépített színházépületbe, (ez később a gyermek- és ifjúsági színházé lett); mai épületét az 1960-as évek elején adták át rendeltetésének.
- A rjazanyi kreml műemlék épületegyüttesének egy része helytörténeti és építészeti múzeum. Elődjét 1881-ben alapították; az államosított és összevont múzeumot az 1920-as években költöztették a kreml épületeibe. 1950-ben elkezdődött ezek felújítása, tudományos feltárása és a műemlékek restaurálása. 2007–2008-ban a kreml hat épületét, templomokat és a külön álló harangtornyot a múzeumtól elvették és az egyháznak adták át.
- A korábbi összevont múzeumból a képzőművészeti gyűjteményeket 1937-ben leválasztották és önálló múzeummá szervezték: a Rjazanyi terület Képzőművészeti Múzeuma később a város egyik klasszicista stílusú műemlék épületében kapott helyet.
- Rjazany híres szülötte, I. P. Pavlov akadémikus egykori házában berendezett emlékmúzeum a tudós fiziológus, az első orosz Nobel-díjas életét és munkásságát mutatja be.